# 大東亞縱貫鐵道
大東亞縱貫鐵道是原大日本帝國在中日戰爭到太平洋戰爭持續時期，計畫鋪設由日本到亞洲與歐洲的鐵路線，因而成立的計畫名稱。

## 構想概要
隨著1937年7月7日發生的盧溝橋事件，中日戰爭爆發，日本開始侵略中國，之後近衛文麿於1938年12月發表了「（中日戰爭的目的是）建設東亞新秩序」的聲明文，將「確立以日本為中心的亞洲新體制」做為目標。
1941年7月侵略法屬中南半島，同年12月8日珍珠港事件發生後太平洋戰爭（當時日本稱呼為大東亞戰爭）爆發，日本開始全面侵略亞洲。在此情況下，前述「確立新體制」的相關運動便更加興盛，開始產生「大東亞共榮圈」的構想。
在鐵道等交通部分也乘著這股風氣，自1930年代後「新東亞建設」（日本・滿洲・中國的經濟一體化等）與「確立東亞交通權」等，針對亞洲方面的研究論文開始被積極的發表。之後1940年7月26日日本內閣會議決定的「基本國策要綱」中發表了「做為日滿支一環，包括皇國在內的大東亞，要確立自給自足的經濟政策」，1941年5月設立了針對大東亞共榮圏新交通政策的研究機関「東亞交通學會」。
在此時的日本，為了增強輸送力已經達到極限的東海道本線・山陽本線，開始進行「寬軌（標準軌）新線鋪設計畫」（俗稱「子彈列車計畫」），於1940年開始用地徵收與部分的建設。
東亞交通學會為了考慮接續此子彈列車計畫，發表了包含以朝鮮半島的釜山為起點的南滿洲鐵道・華北交通・華中鐵道等、更進一步擴大到全亞洲的龐大鐵道計畫。因為在太平洋戰爭初期，日本支配區域順利的擴大到東南亞各地，此計畫的具體檢討也開始進行，在1942年8月的內閣會議中，決定設立以檢討東及東南亞交通政策與縱貫鐵道建設計畫為目的的「大東亞建設審議會」，此一動作使整個計畫日益活躍，開始實際檢討連結日本本土與朝鮮半島的朝鮮海峡隧道之可能性。
但是實際上，日本在中國所能支配的地區只限於華北、華中的鐵路沿線地帶，受到多次游擊戰襲撃，以大量的犧牲反覆的進軍、撤退，使得整個工作難以進行，在東南亞也是同樣的情形，此一大規模的鐵道建設以日本的實力來說終究是根本不可能。
結果，此一計畫在終戰後頓挫，只有如做為軍用鐵道完成的泰緬鐵路等少數的路線實現，其他計畫幾乎都廢止了。

### 中亞横貫鐵道
在「大東亞縱貫鐵道」計畫成立之前，1938年2月鐵道省湯本昇鐵道監察官便曾發表「中亞橫貫鐵道計畫（中央アジア横断鉄道計画）」。
該計畫是沿著被稱為「絲路」中亞區域鋪設鐵軌，由日本佔領的朝鮮為起點，終點為土耳其，目標是成為僅次於西伯利亞鐵路的歐亞大陸橫貫鐵路。
此計畫的背景是因當時的西伯利亞鐵路為蘇聯所有，雖然是由亞洲至歐洲最快的路徑（在當時飛機尚未普及），但是因為運輸會受到政治的左右而變得不安定，因此提出獨自建立替代路徑的構想，以做為對於蘇聯軍事、思想威脅（日本當時的假想敵國）之抵抗。在湯本的提案之前，當時南滿洲鐵道總裁山本条太郎也曾提出類似的提案。
湯本認為，因過去伊斯蘭教徒（穆斯林）活動而興起的中亞區域在歐美列強進入後衰弱，至今無法有新的文化與産業興起之根本原因是交通不發達所致，因此有興建此鐵道的必要性。於雜誌「旅」1939年10月號刊載的湯本論文中提到，當時東京～巴黎間經過西伯利亞鐵路需要15天，如果此一新鐵道使用高性能機關車，可以減少為10天，此外對於周邊各國的振興也有很大的重要性，將成為「歐亞連絡最短鐵道」、「世界唯一的和平鐵道」。
計畫路徑是以當時中國鐵路最西端的包頭、西安為起點，經過甘肅省甘州、新疆省哈密、龜茲與喀什市，之後通過天山山脈南路帕米爾高原進入阿富汗，經過瓦罕、首都喀布爾，經過伊朗首都德黑蘭市到達伊拉克首都巴格達，在此與通往伊斯坦堡的巴格達鐵路連結。
建設總距離7500km，預算約需12億日圓，除了帕米爾高原外沒有難以施工的地方，湯本稱此為「絕對必須興建的鐵路」。
但是湯本提出論文之後，當時「荒唐無稽」的評價相當強烈，還受到他人以「作夢的男子」、「何不改名為『獏』（日本傳說中吃夢的怪獸）」等等話語來嘲笑他。之後在1942年帝國鐵道協會贊成此計畫，在協會內設立中央亞細亞横斷鐵道調査部，但因前述日本實力的問題導致無法實現。
直到現在，阿富汗仍未開通鐵路，因此此一計畫無法實現的區間還很多。

### 大東亞縱貫鐵道的計畫路徑

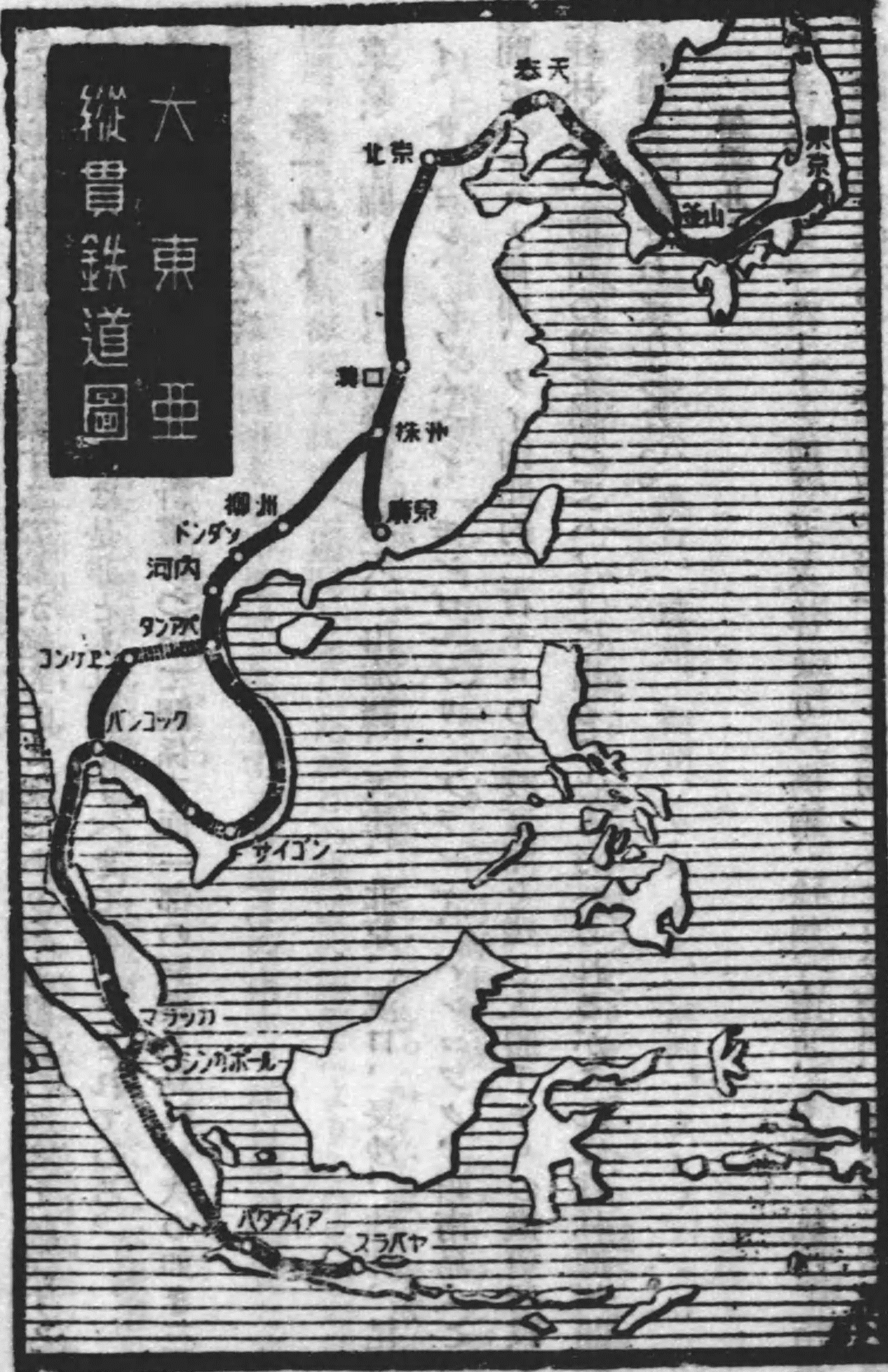
1943年的大東亞縱貫鐵道圖

在1942年做成的報告書中，有以下的路線構想。
- 第1縱貫鐵道群（東京～昭南島間）

1. 東京 - 下關 - 釜山 - 奉天（現：瀋陽） - 天津 - 北京 - 漢口 - 衡州 - 桂林 - 柳州 - 南寧 - 鎮南關 - 村局（Xóm Cục） - 他曲 - 公抱哇比 - 盤谷（現為曼谷） - 巴東勿剎 - 昭南島（日本占领期间新加坡岛岛名）
2. 自天津起經過南京，1的別線。
3. 由長崎經海路至上海，與1合流

- 第2縱貫鐵道群（1縱貫鐵道的支線）

1. 曼谷 - 班蓬縣 (Ban Pong) - 坦比沙谷(タンビサヤ) - 仰光 - 尼泊爾(キャンジン) - 吉大港 ・・・・其中一部份，做為軍用的泰緬鐵路已完成
2. 長沙 - 常德 - 昆明 - 臘戍 - 曼德勒 - 吉大港

- 第3縱貫鐵道群（與日本同盟的德國間連結）

1. 東京 - 下関 - 釜山 - 奉天 - 哈爾濱 - 滿洲里 - 伊爾庫茨克 - 莫斯科 - 柏林（西伯利亞鐵路的活用）
2. 東京 - （門司而非神戶） - 天津 - 張家口 - 包頭 - 肅州 - 安西 - 哈密 - 喀什 - 喀布爾 - 巴格達 - 伊斯坦堡 - 柏林（此為中央亞細亞横斷鐵道計畫之具體化）
3. 東京 - （長崎） - 上海 - 昆明 - 仰光 - 加爾各答 - 白沙瓦 - 喀布爾 - 巴格達 - 伊斯坦堡 - 柏林